# Will Bradley

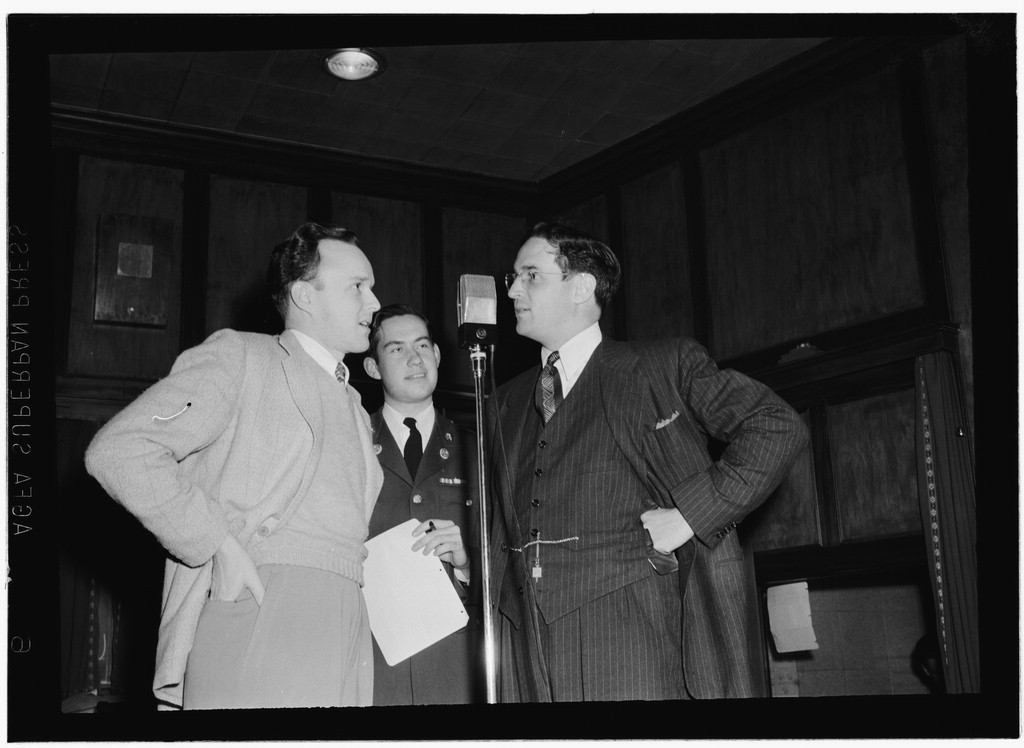
Will Bradley (links) mit Mart Garvey und William P. Gottlieb, NBC-WRC Show, Washington, D.C., um 1940. Foto: Gottlieb

Will Bradley (* 12. Juli 1912 in Newton, New Jersey; † 15. Juli 1989 in Flemington, New Jersey; eigentlich Wilbur Schwichtenberg) war ein US-amerikanischer Big Band Leader und Posaunist des Swing, der Tanzmusik und des „Big Band -Boogie Woogie“.
Will Bradley begann als Studiomusiker (u. a. mit Red Nichols), spielte 1935/6 in Ray Nobles US-amerikanischer Band (auf Vermittlung von Glenn Miller) und gründete 1939 mit dem Schlagzeuger (und Sänger) Ray McKinley, den er bei „Milt Shaw and his Detroiters“ 1931 kennenlernte, eine Big Band, die durch Boogie-Woogie Hits wie „Beat me Daddy, Eight to the Bar“ (mit McKinley als Sänger), „Down the Road a Piece“ (1940), „Bounce me brother with a solid four“ und „Scrub me Mamma with a Boogie Beat“ bekannt wurde. Viele seiner Hits stammten von Don Raye, der auch mit dem Will Bradley Trio (mit Doc Goldberg und Freddie Slack) als Sänger auftrat.
Sein erster Hit in den Charts war im Mai 1940 die Walter Donaldson-Nummer „(What can I Say) After I Say I'm Sorry“ (#26), gefolgt von insgesamt acht weiteren Hits. Mit Don Rayes „Beat me, Daddy, Eight to the Bar“ gelang es ihn, auf Rang 2 der Charts vorzustoßen. Ihre Erfolgsnummern hatten oft sonderbare Titel, wie „Etude Brutus“ oder „Sellerie schreitet um Mitternacht“ (Celery Staks at Midnight, 1940).
Die Bradley-Band bestand bis 1942 und spielte 1940 im „Famous Door“ in der 52. Street in New York. In ihr spielten u. a. Peanuts Hucko (Tenorsaxophon) und Freddie Slack (Piano), der für die Band auch arrangierte, allerdings 1941 eine eigene Band gründete. Während des Zweiten Weltkriegs war er in der Glenn Miller Airforce Band, nahm aber auch mit eigener Band auf, so mit Billy Butterfield, Johnny Guarnieri und Bob Haggart seinem letzten Charts-Erfolg „Cryin’ the Boogie Blues“ (#23) und u. a. mit Anita O’Day (1947). Bradley wurde danach Studiomusiker, der viele Jahre in der „Tonight Show“ von Johnny Carson spielte.
Sein Sohn ist der Jazz-Schlagzeuger Bill Bradley (1938–1989).